# Dixie
Dixie alatt elsősorban a Déli Államok alternatív elnevezését értik, de a Konföderáció egyik nem hivatalos himnuszaként funkcionáló dal, az I Wish I Was in Dixie rövid nevére is utalhat.

## ADixienév eredete
Mitford M. Mathews A Dictionary of Americanisms on Historical Principles című, 1951-es munkája szerint a három legelterjedtebb elmélet az elnevezés eredetére a következő:
1. A Dixie szó a Louisiana állambeli bankok által kibocsátott tízdolláros bankjegyek hátoldalán található feliratból ered (Dix, franciául tíz). Ezek a bankjegyek napjainkban igen keresettek numizmatikai értékük miatt. A bankókat az angol ajkú déli lakosság Dixie-knek nevezte, és a New Orleans és Louisiana franciák által lakott része Dixielandként híresült el. Később, a kifejezés értelmének kiszélesedésével, már a Déli Államok többségét értették rajta.
2. Az elnevezés egy jólelkű Manhattan szigeti rabszolgatartóra, bizonyos Mr. Dixy-re utal. (A rabszolgatartás törvényes volt New Yorkban egészen 1827-ig.) A történet szerint olyan emberségesen bánt a rabszolgáival, hogy Dixy Földje mindenféle földi jóban bővelkedő kánaánként vált ismertté.
3. A Dixie szó Jeremiah Dixon, a Mason–Dixon-vonal egyik megalkotójának nevéből ered. Ez a demarkációs vonal húzta meg Maryland és Pennsylvania államok között a határt (így Dixie északi határát).

## I Wish I Was in Dixie

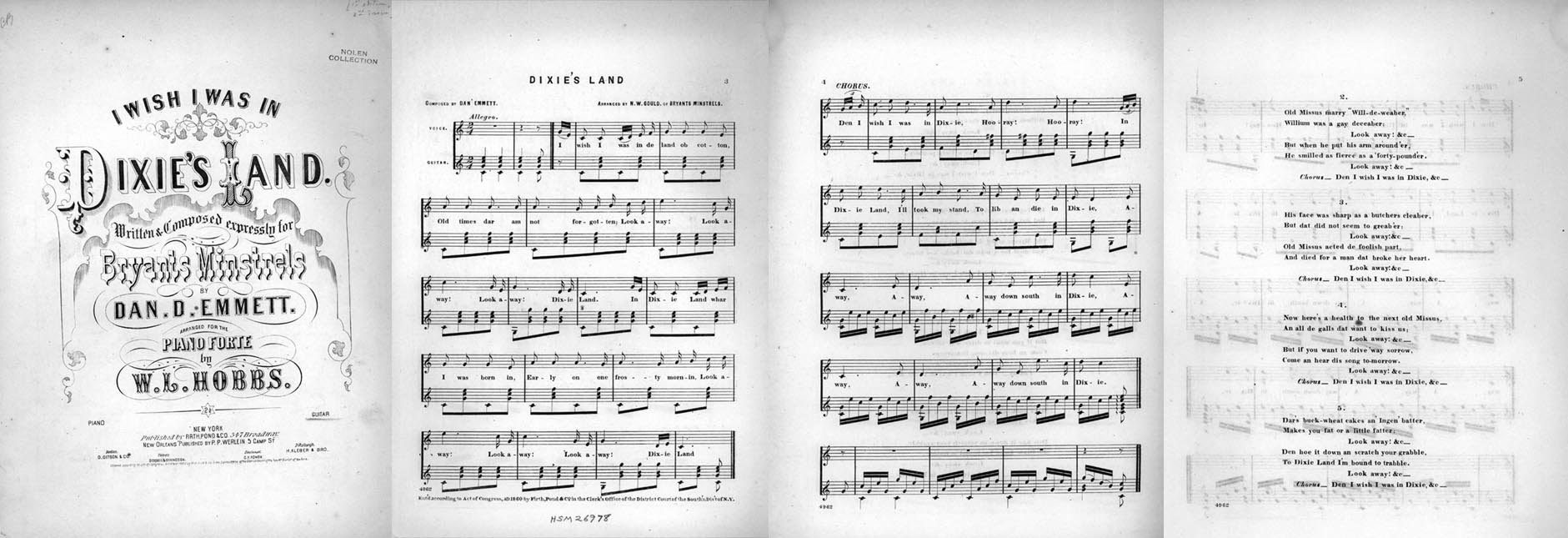
Az I Wish I Was in Dixie's Land kottája

Az I Wish I Was in Dixie egy közkedvelt dal a Délről. Daniel Emmett, egy északi zeneszerző írta, és 1859-ben adták elő először New Yorkban. Mike Petee egy a Knox County Observerben megjelent cikke szerint Dan Emmett fiatalon megtanult játszani számos hangszeren, majd, mikor egy vándorzenész társulat a városukban járt, belépett hozzájuk egy betegeskedő társulati tag helyére, így indult zenei pályafutása.
A dal rendkívüli népszerűségnek örvendett és széles körben ismertté vált, röviden csak Dixie néven. Egy másik változatban Dixie's Land név alatt publikálták.
A dal egyúttal az Amerikai Konföderációs Államok nemhivatalos himnuszává is vált az amerikai polgárháború alatt, és leginkább erről ismert, de ugyanakkor ez a dal volt Abraham Lincoln elnök kedvence is, és a jelenlétében játszották. Lincolnnak a dal melletti szimpátiája ellenére azonban szerzőjét valósággal kiközösítették Északon, amiért a Délnek írt zeneszámot.
A Dixie 1916-os feldolgozása

a Metropolitan Mixed Chorus,

Ada Jones és Billy Murray

előadásában:

## Dixie mint régió

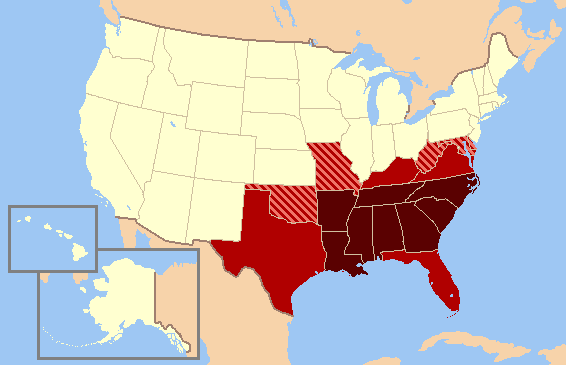
Modern értelmezés A sötétvörössel jelölt államok szinte mindig bennefoglaltatnak a Dél modern fogalmában, míg a világosabb vörössel jelölteket általában ide tartozónak szokták tekinteni. A sávozott államokat csak néha sorolják a déliek közé.

Klasszikus értelemben mint az Amerikai Egyesült Államok egyik jól körülhatárolható földrajzi területe, „Dixie” alatt általában a 11 Déli Állam területét értik, amelyek elszakadtak az Uniótól, hogy megalakítsák az Amerikai Államok Konföderációját. Ezek (az elszakadás időrendjében) a következők: Dél-Karolina, Mississippi, Florida, Alabama, Georgia, Louisiana, Texas, Virginia, Arkansas, Észak-Karolina és Tennessee. Ez a meghatározás szorosan kötődik a történelmi eseményekhez, és számos déli tudatában mint a tradicionális Dél él tovább.
Más szempontból viszont Dixie pontos helyének és határainak fogalma napjainkra némileg leszűkült. A mai közgondolkodásban leginkább azon területeknek feleltethető meg, ahol a polgárháború előtti Dél hagyományai és öröksége a legerősebben élnek, ahol ezeket ápolják és őrzik.
Ennek a csak részben a mában élő világnak nem húzhatjuk meg éles határait. Durván Virginia déli részénél kezdődik, és dél felé egészen a floridai félsziget végéig terjed. Innen északnyugat felé haladva magába foglalja Tennesseet (és talán Kentucky déli részét is), majd nyugat felé Arkansas jórészét. Déli részén a Mexikói-öböl partján fekvő államokat mind magába olvasztja, míg déli és északi határai össze nem futnak Texas keleti részén.
Számos déli vállalkozás nevében megtaláljuk a Dixie kifejezést, mint például Dixie Produce. Az egyik híresebb szupermarket-hálózat a Winn-Dixie. Ehhez kapcsolódóan, a hírneves kulturális szociológus és Délkutató dr. John Shelton Reed megkísérelte meghatározni Dixie elhelyezkedését, pusztán abból kiindulva, hogy hány vállalkozás azonosítja magát „Dixie”-ként adott területen belül, azokkal szemben, amelyek inkább Amerikai címkét használnak magukra. Kutatásairól először 1976-ban számolt be a Social Forces című cikkében, majd ezt a felmérését 1988-ban megismételte. A két felmérést összevetve az világlik ki, hogy 6%-os megfeleltetési mércét használva a Konföderáció egykori tagállamaiban eléggé következetesen ragaszkodnak a Dixie kifejezéshez, kivéve Texast, ahol ez jobbára csak az állam keleti részeire igaz.
A felismert anomáliák közé sorolhatjuk azt, hogy a Dixie kifejezés használata megfigyelhető, és később még növekedése is kimutatható az alsó Közép-Nyugaton, különösen Indiana déli részén, valamint Ohio délnyugati részén. Ezen területek közül egyik sem tekinthető hagyományos értelemben a Dél részének, tehát az egyik magyarázat erre az úgynevezett Dixie sugárút terjeszkedése lehet ezekre a területekre, és a vállalkozások nevei ezt tükrözik vissza.
15%-os megfeleltetési mércét használva Texas kicsiny északkeleti részét kivéve viszont ez az állam egyáltalán nem tekinthető már a Dixie kultúrába tartozónak. Erőteljes visszaesés figyelhető meg Virginiában és Florida állam túlnyomó részén is, hasonlóképpen Észak-Karolina és Kentucky államokban. A legfigyelemreméltóbb azonban, ahogyan Reed megállapította, hogy még szigorúbb, 25%-os megfeleltetési mércét alkalmazva már Dixie „megszűnik összefüggő régió lenni”. Az 1988-as adatokat az 1978-assal összevetve, a szomszédos államok kicsiny és elszigetelt részeit leszámítva, már csak Mississippi, Georgia és Dél-Karolina államokban találhatunk nagyobb összefüggő Dixie-területeket.

### Dalok
- You Can Thank Dixie For That – Jake Owen
- Dixie Lullaby – Pat Green